# Tove (film)
Tove – fińsko-szwedzki dramat biograficzny z 2020 roku w reżyserii Zaidy Bergroth, poświęcony pisarce Tove Jansson. Budżet filmu wyniósł 3,4 miliona euro, co czyni go drugim pod tym względem filmem w Finlandii (droższy był tylko Żołnierz nieznany / Tuntematon sotilas z 2017 roku).

## Fabuła
Helsinki, rok 1945. Zakończenie wojny daje Tove Jansson poczucie wolności twórczej i społecznej. Niekonwencjonalny styl życia artystki – sztuka współczesna, imprezy i otwarty związek z żonatym politykiem – kłóci się z ideałami jej ojca. Pragnienie wolności głównej bohaterki zostaje wystawione na próbę, gdy poznaje ona reżyser Vivicę Bandler. W czasie rozterek uczuciowych, jej kariera twórcza przybiera nieoczekiwany obrót.

## Obsada
Na podstawie:
- Alma Pöysti – Tove Jansson
- Krista Kosonen – Vivica Bandler
- Shanti Roney – Atos Wirtanen
- Joanna Haartti – Tuulikki Pietilä
- Kajsa Ernst – Signe Hammarsten-Jansson
- Robert Enckell – Viktor Jansson

## Odbiór
Film po raz pierwszy pokazano 9 września 2020 na festiwalu w Toronto, natomiast premiera w Finlandii odbyła się 2 października 2020. W ciągu niespełna czterech tygodni od premiery obejrzało go ponad 100 tysięcy widzów, co uczyniło go najchętniej oglądanym fińskim filmem szwedzkojęzycznym od 40 lat. Do stycznia 2021 film obejrzało niemal 160 tysięcy osób, a ponadto został on dystrybuowany do ponad 50 państw. W Finlandii film otrzymał ograniczenie wiekowe od 12 lat, natomiast w Rosji, ze względu na przepisy zabraniające promocji homoseksualizmu osobom nieletnim, otrzymał ograniczenie 18+.
Martta Kaukonen z „Me Naiset” pochwaliła scenarzystkę za dialogi, a reżyser za to, że znalazła kompromis między opowiadaniem o życiu uczuciowym i karierze pisarki. Zauważyła również, że film kończy się w nietypowym momencie – w czasie, gdy Jansson nawiązała znajomość z Tuulikki Pietilą, co wydało jej się dziwnym. W Szwecji dzieło oceniono w większości pozytywnie. Eva af Geijerstam z „Dagens Nyheter” szczególną uwagę zwróciła na rolę Pöysti, która jej zdaniem znakomicie zagrała pisarkę. Fredrik Sahlin stwierdził natomiast, że film go rozczarował, jednakże za przyczynę uznał duże oczekiwania dotyczące filmu, chwaląc jednocześnie reżyserię i rolę Almy Pöysti. Z drugiej strony, Emma Grey Munthe z „Aftonbladet” skrytykowała film, twierdząc iż nie oddaje on mądrości, elokwencji i humoru pisarki, a końcowe sceny obrazu, w których Jansson poznaje Pietilę, są wypełnione większą energią niż cała reszta dzieła.
W Rosji film zebrał mieszane recenzje. Natalja Pamsik określiła go „artystycznym” i pochwaliła za wyraziste postaci oraz przyciągającą historię. Uznała również, że był on na tyle efektowny, że była przekonana, iż został on nakręcony przez reżysera z Hollywood, zwracając jednocześnie uwagę, że Jansson zasługuje na bardziej subtelne odniesienie do swojej osobowości niż wolna interpretacja jej życia osobistego. Z drugiej strony, jej zdaniem „uporczywe skupianie się na orientacji artystki (...) okazało się ważniejsze niż jej twórczość”. Mimo to pochwaliła jednak grę aktorską Almy Pöysti. Film został również skrytykowany przez Tatjanę Trejster z portalu Intermedia. Jej zdaniem nie przedstawia on żadnych walorów artystycznych, a historia w nim przedstawiona jest „nudna i trywialna, podobnie jak jego bohaterowie”. Uznała też, że obraz „jest pełen sztampowych i wulgarnych w najgorszym tego słowa znaczeniu scen miłosnych”. Skrytykowała ona również przedstawienie pisarki w filmie, stwierdzając że prawdziwa Jansson była błyskotliwa, odważna i pogodna, natomiast w obrazie przedstawiono ją jako zwariowaną, pożądliwą i niezbyt inteligentną kobietę, dla której w życiu liczy się tylko seks i malarstwo. Anna Niechajewa z RIA Nowosti uznała, że film, mimo kontrowersyjnej fabuły, okazał się ciekawy estetycznie i niepozbawiony intryg. Julija Szagielman z Kommiersanta określiła obraz jako „uspokajający” i „naładowany spokojnym optymizmem i zdrową, spokojną akceptacją życia w każdym jego aspekcie”.
Alexandra Heller-Nicholas z Alliance of Women Film Journalists nazwała film „pełnym miłości portretem światowej ikony”, a także pochwaliła go za rolę głównej aktorki oraz scenografię, która ożywiła dzieło. Również Leslie Felperin z „The Hollywood Reportera” pozytywnie oceniła grę aktorską Almy Pöysti, a także dopasowane kostiumy i scenografię. Lee Jutton z „Film Inquiry” stwierdziła, iż w przeciwieństwie do większości filmów biograficznych, Tove inspiruje i dodaje energii. Ponadto wyróżniła także Pöysti, zwracając jednocześnie uwagę na dobrą grę aktorską pozostałych członków obsady; pozytywnie oceniła też montaż i scenografię. Również Alissa Simon z „Variety” pozytywnie oceniła film, zwracając uwagę na rolę Pöysti oraz reżyserię.

## Nagrody
Film został fińskim kandydatem do Oscara dla najlepszego filmu nieanglojęzycznego w 2021 roku, jednak nie otrzymał nominacji. Film został nominowany do nagrody Jussi w 10 kategoriach – najlepszy film, reżyseria, główna rola kobieca, drugoplanowa rola męska, scenariusz, zdjęcia, muzyka, scenografia, kostiumy i charakteryzacja. Ostatecznie wygrał w 7 kategoriach – najlepszy film, reżyseria, główna rola kobieca, zdjęcia, kostiumy, scenografia i charakteryzacja.